# 水田英実
水田 英実（みずた ひでみ、1946年7月5日 - ）は、西洋中世哲学研究者、広島大学名誉教授。

## 来歴
神奈川県生まれ。1969年京都大学文学部哲学科卒、同大学院文学研究科博士課程単位取得退学。1995年「トマス・アクィナスの知性論」で広島大学文学博士。
福井大学教育学部講師、助教授、1989年広島大学文学部助教授、1996年教授。2010年定年、名誉教授、放送大学客員教授。広島大学中世研究会を組織した。

## 著書
- 『トマス・アクィナスの知性論』創文社 1998

### 共著
- 『中世ヨーロッパの時空間移動』山代宏道,中尾佳行,四反田想,地村彰之 原野昇共著 溪水社 2004
- 『中世ヨーロッパにおける排除と寛容』原野昇,山代宏道,中尾佳行,地村彰之,四反田想共著 溪水社 2005
- 『中世ヨーロッパにおける死と生』山代宏道,中尾佳行,地村彰之,四反田想,原野昇共著 溪水社 2006
- 『中世ヨーロッパにおける女と男』山代宏道,中尾佳行,地村彰之,原野昇共著 溪水社 2007
- 『中世ヨーロッパにおける笑い』山代宏道, 中尾佳行,地村彰之,原野昇共著 溪水社 2008
- 『中世ヨーロッパにおける伝統と刷新』山代宏道,中尾佳行,地村彰之,原野昇共著 溪水社 2009
- 『中世ヨーロッパの祝宴』山代宏道,中尾佳行,地村彰之,原野昇共著 溪水社 2010

## 論文
- <水田英実